# Ми Сон
Ми Сон (на виетнамски: Mỹ Sơn) са развалинини от изоставени и частично разрушени мандири, разположени в котловина в Централен Виетнам.
Построени са между IV и XIV век от владетелите на държавата Чампа.

## История
Този храм е построен от древния народ шампа, който е управлявал тези земи в продължение на 1600 години. Храмът е построен в чест на индийски бог Шива. Първият храм на комплекса датира от IV век. Смята се, че храмът е построен за първи път по време на ерата на крал Фанхуда, който през втората половина на управлението си води голяма война срещу китайската окупация във Виетнам (380 до 413 г.).
Ми Сон вероятно е най-дълго населяваният археологически обект в Индокитай, но голяма част от архитектурата му е разрушена от американски бомбардировки през Виетнамската война.